# Феррье, Арно дю
Арно́ де Феррье́ (1508, Тулуза — октябрь 1585) — французский юрист, правовед, дипломат, научный писатель.

## Биография
Начальное образование получил в Тулузе, затем отправился в Италию, где изучал право в крупнейших университетах страны. В 22-летнем возрасте получил степень доктора права от университета в Падуе. После этого уехал в Бурж, где занялся адвокатской практикой, но после того как ему предложили место профессора права в университете вернулся в родную Тулузу. Впоследствии он был избран в городской совет и в скором времени стал пользоваться очень высокой репутацией. По рекомендации кардинала Франсуа Турнона стал советником парламента в Тулузе, а спустя несколько лет по приказу короля Генриха II был переведён в Париж, где стал председателем Парижской следственной палаты (chambre des enquêtes) и рекетмейстером; в 1550 году возглавил парламент Парижа.
Был протестантом и сторонником галликанизма. В качестве посланника короля на Триентском соборе
(1562) выступил с резкими обличениями против ультрамонтанских притязаний римской курии и по требованию духовенства был отозван с назначением на пост посланника в Венецианской республике (занимал эту должность с 1564 до 1567 и с 1570 по 1582 год). По возвращении во Францию вследствие обращения в протестантство впал в немилость. Воспользовавшись этим обстоятельством, король Наварры, также протестант, пригласил Феррье к себе, пообещав ему должность канцлера. Переселившись в Беарн и заняв должность хранителя печати, с этого времени открыто исповедовал кальвинизм. После него осталось сочинение «Mémoires et ambassades».